# Xander Bogaerts
Xander Jan Bogaerts (Sint Nicolaas, 1 oktober 1992) is een professioneel honkbalspeler afkomstig uit Aruba. Hij speelt sinds 2023 bij de San Diego Padres. Daarvoor speelde hij 9 seizoenen voor de Boston Red Sox, die hem transfervrij haalden. Begin april 2019 verlengde hij zijn contract bij Boston Red Sox met zeven jaar en was met 17 miljoen euro per jaar de op een na best verdienende topsporter uit het Koninkrijk der Nederlanden. Bij de Padres tekende hij in september 2022 vervolgens een 10 jarig contract voor ruim 25 miljoen dollar per jaar. 
In 2010 maakte Bogaerts zijn profdebuut bij de Dominican Summer League Red Sox.
Op het WK van 2011 werd hij met Nederland wereldkampioen. In april 2013 zat hij in de selectie van het Nederlands honkbalteam op het World Baseball Classic 2013. Hij heeft een tweelingbroer, Jair, die ook honkballer is.
Voor aanvang van het 2013 Major League Baseball seizoen werd hij door Baseball America als achtste geplaatst in de Top 100 Prospect lijst. Op 19 augustus 2013 werd hij door de Red Sox van de AAA Pawtucket Red Sox naar de MLB ploeg gepromoveerd. Op 24 augustus behaalde hij zijn eerste honkslag van zijn carrière in Dodger Stadium tegen de Los Angeles Dodgers, en op 7 september sloeg hij zijn eerste MLB homerun in Yankee Stadium tegen de New York Yankees. 
In oktober 2013 wonnen de Boston Red Sox met Bogaerts de World Series van St. Louis Cardinals en werden daarmee Amerikaans kampioen. Op 17 mei 2018 eiste Bogaerts opnieuw een hoofdrol voor zich op bij Boston Red Sox. Mede door een homerun van de international van Oranje (zijn zesde van het seizoen) werd Baltimore Orioles met 6-2 verslagen. Boston nam dankzij een homerun in de eerste inning direct een 2-0 voorsprong. Op een klap van Andrew Benintendi werd de 3-0 binnengelopen, waarna Bogaerts de bal met twee man op de honken over de hekken sloeg: 6-0.
Op 8 december 2022 werd bekend dat Bogaerts een 11-jarig contract heeft getekend bij de San Diego Padres.

## Eerbetoon
In 2021 werd Commandeur Pieter Boerschool, de openbare basisschool in Sint Nicolaas, omgedoopt tot Scol Basico Xander Bogaerts. Bogaerts, die in San Nicolaas opgroeide, was leerling op deze school.